# Powari jezik
Powari jezik (ISO 639-3: pwr), jezik centralne indoarijske skupine kojim govori 214 000 (1991 census) od ukupno 2 000 000 etničkih (1986 All India Powar council). Powari se govori u državama Madhya Pradesh (distrikti Balaghat, Seoni, Chindwara, Betul) i Maharashtra (Wardha, Bhandara, Gondia).
Ima više dijalekata: bhoyar powari (bhoyari, bhomiyari, bhoyaroo, bhuiyar, bhuria, bohoyeri), vyneganga powari, govari of seoni, khalari, koshti, kumbhari, lodhi, marari.

## Vanjske poveznice
- Ethnologue (14th)
- Ethnologue (15th)